# Компас (САПР)
«Ко́мпас» — семейство систем автоматизированного проектирования, универсальная система автоматизированного проектирования, позволяющая в оперативном режиме выпускать чертежи изделий, схемы, спецификации, таблицы, инструкции, расчётно-пояснительные записки, технические условия, текстовые и прочие документы. Изначально система ориентирована на оформления документации в соответствии с ЕСКД, ЕСТД, СПДС и международными стандартами, но этим возможности системы не ограничиваются.
Разрабатывается российской компанией «Аскон». Название линейки является акронимом от фразы «комплекс автоматизированных систем». В торговых марках используется написание заглавными буквами: «КОМПАС». Первый выпуск «Компаса» (версия 1.0) состоялся в 1989 году. Первая версия под Windows — «Компас 5.0» — вышла в 1997 году.

## Возможности
Программы данного семейства автоматически генерируют виды трёхмерных моделей (в том числе разрезы, сечения, местные разрезы, местные виды, виды по стрелке, виды с разрывом). Все они ассоциированы с моделью: изменения в модели приводят к изменению изображения на чертеже.
Стандартные виды автоматически строятся в проекционной связи. Данные в основной надписи чертежа (обозначение, наименование, масса) синхронизируются с данными из трёхмерной модели. Имеется возможность связи трёхмерных моделей и чертежей со спецификациями, то есть при «надлежащем» проектировании спецификация может быть получена автоматически; кроме того, изменения в чертеже или модели будут передаваться в спецификацию, и наоборот.

## Варианты
«Компас» выпускается в нескольких редакциях: «Компас-График», «Компас-Строитель», «Компас-3D», «Компас-3D LT», «Компас-3D Home». «Компас-График» может использоваться и как полностью интегрированный в «Компас-3D» модуль работы с чертежами и эскизами, и в качестве самостоятельного продукта, предоставляющего средства решения задач 2D-проектирования и выпуска документации. «Компас−3D LT» и «Компас-3D Home» предназначены для некоммерческого использования, «Компас-3D» без специализированной лицензии не позволяет открывать файлы, созданные в этих программах. Такая специализированная лицензия предоставляется только учебным заведениям.

## Коммерческие версии

### «Компас-3D»
Система «Компас-3D» предназначена для создания трёхмерных моделей отдельных деталей (в том числе, деталей, формируемых из листового материала путём его гибки) и сборочных единиц, содержащих как оригинальные, так и стандартизованные конструктивные элементы. Параметрическая технология позволяет быстро получать модели типовых изделий на основе проектированного ранее прототипа. Многочисленные сервисные функции облегчают решение вспомогательных задач проектирования и обслуживания производства.
Система «Компас-3D» включает следующие компоненты: система трёхмерного твердотельного моделирования, универсальная система автоматизированного проектирования «Компас-График» и модуль формирования спецификаций. Ключевой особенностью «Компас-3D» является использование собственного математического ядра и параметрических технологий.

### «Компас-График»

Чертёж, выполненный в САПР «Компас-График» и экспортированный в формат SVG

Система «Компас-График» входит в состав «Компас-3D» и предназначена для автоматизации проектно-конструкторских работ в различных отраслях деятельности (машиностроение, архитектура, строительство) при создании чертежей отдельных деталей и сборочных единиц, содержащих как оригинальные, так и стандартизованные конструктивные элементы, схем, спецификаций, таблиц, инструкций, расчётно-пояснительных записок, технических условий, текстовых и прочих документов.

### «Компас-Строитель»
Система «Компас-Строитель» предназначена для автоматизации проектно-конструкторских работ в строительной отрасли. Она позволяет создавать рабочую документацию согласно стандартам СПДС.

## Некоммерческие версии
Файлы, созданные или отредактированные в некоммерческих версиях, имеют специальный тип и их можно открывать только в «Компас-3D LT», «Компас-3D Home», «Учебной версии „Компас-3D“» и в учебных комплектах вузов. При этом на распечатываемых чертежах ставится пометка «Не для коммерческого использования».

### «Компас-3D LT»
Система «Компас-3D LT» является бесплатной упрощенной версией «Компас-3D» (без возможности моделирования сборок) и предназначена для использования в школах, кружках, а также в личных образовательных целях. В её состав, помимо упрощенной версии «Компас-3D», также входит система автоматизированного проектирования «Компас-График».

### «Компас-3D Home»
Выпущенная в 2011 году бесплатная система «Компас-3D Home» предназначена для использования в домашних и образовательных целях. В состав системы по состоянию на 2013 год входило свыше 50 приложений для машиностроения, приборостроения и строительства. В поставку с системой «Компас-3D Home» входит встроенное в неё интерактивное учебное пособие «Азбука КОМПАС» с уроками по освоению 3D-технологии. Функционально «Компас-3D Home» отличается от «Компас-3D» отсутствием некоторых библиотек и приложений.

### «Учебная версия „Компас-3D“»
Система «Учебная версия „Компас-3D“», являющаяся полнофункциональной бесплатной версией «Компас-3D», предназначена для использования школьниками, студентами и аспирантами на домашних компьютерах в учебных целях, доступна для загрузки после регистрации на сайте образовательной программы Аскон. Использование в образовательном процессе в учебных заведениях не предусмотрено. Функционально «Учебная версия „Компас-3D“» ничем не отличается от профессиональной и обладает полным комплектом библиотек и приложений.

## Сравнение продуктов
По состоянию на 2011 год на сайте компании «Аскон» заявлены, в частности, следующие отличительные особенности представителей семейства «Компас»:
| Функция                                 | «Компас-График» | «Компас-СПДС» | «Компас-3D» | «Компас-3D LT»  | «Компас-3D Home» |
| --------------------------------------- | --------------- | ------------- | ----------- | --------------- | ---------------- |
| Возможность коммерческого использования | Да              | Да            | Да          | Нет             | Нет              |
| Создание чертежей любой сложности       | Да              | Да            | Да          | Да              | Да               |
| Трёхмерное моделирование деталей        | Нет             | Нет           | Да          | Да              | Да               |
| Трёхмерное моделирование сборок         | Нет             | Нет           | Да          | Нет             | Да               |
| Поверхностное моделирование             | Нет             | Нет           | Да          | Да              | Да               |
| Создание текстовых документов           | Да              | Да            | Да          | Нет             | Да               |
| Создание спецификаций                   | Да              | Нет           | Да          | Нет             | Да               |
| Импорт DXF и DWG                        | Да              | Да            | Да          | Да              | Да               |
| Импорт 3D-форматов                      | Нет             | Нет           | Да          | С ограничениями | Да               |
| Экспорт документов в другие системы     | Да              | Да            | Да          | Нет             | С ограничениями  |

## CAD@Online
В рамках проекта CAD@Online, запущенного компаниями «Аскон» и Softkey, с 2010 по 2013 год «Компас-3D» и электронный справочник конструктора были доступны для работы удалённо через браузер.

## Аналоги
На российском рынке распространены различные CAD системы как иностранного, так и отечественного происхождения. В период мощного санкционного давления многие зарубежные вендоры покинули рынок России, поэтому отечественные системы проектирования получают всё большее распространение. Среди аналогов "Компас-3D" из отечественных САПР стоит отметить мощную функциональную систему параметрического проектирования T-FLEX CAD от компании «Топ Системы».

## Борьба с пиратством
Компания Аскон разрабатывающая Компас-3D часто обращается в правохранительные органы с целью преследования организаций и людей незаконно использующих их программное обеспечение без лицензии и согласия разработчиков.
При использовании программа, как проприетарный продукт, регулируется законами об авторском праве. Хотя программа использует собственные форматы файлов cdw, m3d, a3d, Аскон предоставляет бесплатный просмотрщик «Компас–3D Viewer».
В ходе проверок коммерческой деятельности часто обнаруживаются нелицензионные копии, в связи с чем возбуждаются уголовные дела. Решения по ним принимаются в зависимости от размера ущерба, который в свою очередь зависит от количества установок и комплектации использованного программного пакета. Так в 2007 г. за использование на предприятии нелицензионного «Компас–3D», что вместе с другими программами нанесло правообладателям ущерб в 230 тыс руб, к штрафу в 30 тыс руб приговорили руководителя предприятия. В 2011 году устанавливавшего нелицензионные копии «Компас–3D» приговорили к 8 месяцам лишения свободы.
В 2018 году была выявлена[кем?] установка за плату в 500 руб нелицензионного «Компас-3D», что нанесло Аскон ущерб в 1,2 млн руб (особо крупный размер), установивший был осуждён на 1 год 6 месяцев лишения свободы. В 2019 году было обнаружено использование на заводе нелицензионной копии «Компас–3D», что нанесло Аскон ущерб в 697 600 руб., но уголовное дело было прекращено после возмещения недополученной прибыли. В 2021 году за установку нелицензионного «Компас-3D», что нанесло Аскон ущерб в 370,6 тыс руб по стоимости программы, к 100 часам обязательных работ приговорили оказавшего услугу установки. За использование на заводе 3 нелицензионных копий «Компас-3D», что нанесло Аскон ущерб более 1 млн руб, был осуждён на год колонии директор завода.

## Статьи
- Леонид Платонов. 15 новинок КОМПАС-3D V15. sapr-journal.ru (10 июня 2014). Дата обращения: 21 сентября 2016.